# Dendrolimus alfierii
Dendrolimus alfierii is een vlinder uit de familie van de spinners (Lasiocampidae). De wetenschappelijke naam van de soort is voor het eerst geldig gepubliceerd in 1925 door Andres & Seitz.